# 孟勳
孟勳（1427年—？），字守謙，直隸河間府滄州人，軍籍，明朝政治人物。進士出身。

## 生平
景泰元年（1450年）庚午科順天府鄉試第二名。景泰五年（1454年）甲戌科會試第十二名，殿試登進士第二甲第五十四名。

## 家族
曾祖父孟繼文。祖父孟啟源。父亲孟思魯。